# Mason Gooding
Mason Gooding (Los Angeles, 14 novembre 1996) è un attore statunitense.

## Biografia
Figlio dell'attore Cuba Gooding Jr. e Sara Kapfer. Ha frequentato la Windward High School in California, dove ha giocato a football universitario per quattro anni e si è laureato nel 2015. Durante il liceo, i suoi interessi principali erano il football e il teatro. Voleva iniziare a recitare dopo la laurea, ma ha deciso di frequentare il college dopo aver visitato suo padre sul set a New York. Si è iscritto alla Tisch School of the Arts della New York University per studiare scrittura drammatica e psicologia ma abbandonato durante il suo ultimo anno per dedicarsi alla recitazione a tempo pieno.

## Filmografia

### Cinema
- La rivincita delle sfigate (Booksmart), regia di Olivia Wilde (2019)
- Let it snow: Innamorarsi sotto la neve (Let it snow), regia di Luke Snellin (2019)
- Scream, regia di Matt Bettinelli-Olpin e Tyler Gillett (2022)
- I Want You Back, regia di Jason Orley (2022)
- Sognando Marte (Moonshot), regia di Christopher Winterbauer (2022)
- Fall, regia di Scott Mann (2022)
- Scream VI, regia di Matt Bettinelli-Olpin e Tyler Gillett (2023)
- Y2K, regia di Kyle Mooney (2024)

### Televisione
- Spring Street – serie TV, episodio 1x09 (2017)
- Ballers – serie TV, 3 episodi (2018)
- The Good Doctor – serie TV, episodio 2x09 (2018)
- Everything's Gonna Be Okay – serie TV, 4 episodi (2020)
- Star Trek: Picard – serie TV, episodio 1x05 (2020)
- Love, Victor – serie TV, 21 episodi (2020-2022)
- How I Met Your Father – serie TV, episodio 1x05 (2022)